# Keperenberg
De Keperenberg is een helling in de Belgische provincie Vlaams-Brabant.
De helling is opgenomen in de Cotacol Encyclopedie met de 1.000 zwaarste beklimmingen van België onder de naam ‘Kuiperenberg’.

## Wielrennen
De Keperenberg wordt jaarlijks opgenomen in het parcours van de Gordel.
Daarnaast wordt hij regelmatig beklommen tijdens Parijs-Brussel.